# Namsskogan
lat_seclon_seclon_deglon_minNamsskogan komm.svg
popul...lat_deglat_min
Namsskogan je občina v administrativni regiji Nord-Trøndelag na Norveškem.
1. ↑  »Forskrift om målvedtak i kommunar og fylkeskommunar« (v norveščini). Lovdata.no.